# Adhur Narseh
Adhur Narseh (tiếng Ba Tư: آذرنرسه), là con trai của vua Hormizd II và là vua thứ chín của Nhà Sassanid. Sau khi cha ông qua đời, các nhà quý tộc và giáo sĩ Hỏa giáo thấy rằng đây một cơ hội để đạt được ảnh hưởng trong Nhà Sassanid. Vì vậy, họ đã sát hại Adur Narseh, chọc mù mắt một trong những em của ông và buộc một người em khác phải bỏ trốn. Một nguồn tin khác nói rằng ông đã cai trị trong nhiều tháng trước khi bị giết bởi vì ông là một bạo chúa. Ông đã được kế vị bởi hoàng đệ Shapur II còn chưa sinh ra của mình.